# Delphes (Phocide)
Pour le site archéologique, voir Delphes.
Delphes (grec moderne : Δελφοί) est une petite ville, « capitale historique » du dème de Delphes, dans le district régional de Phocide, dans la périphérie de Grèce-Centrale, en Grèce. Elle est située à proximité du site historique du même nom, sur le versant sud-ouest du mont Parnasse, à une altitude de 570 mètres. 
Selon le recensement de 2021, elle compte 835 habitants.

## Histoire
Dans le passé, le village s'appelait Kastrí (Καστρί) et était construit à l'emplacement du site archéologique actuel. Pour permettre les fouilles de 1892, la localité est déplacée plus à l'ouest et rebaptisée Delphes. Dans les années qui suivent, elle connaît un grand développement touristique, profitant de l'existence du site archéologique qui attire un grand nombre de touristes tout au long de l'année, tandis que ces dernières années, le trafic touristique est renforcé par l'existence des stations de ski du mont Parnasse qui sont situées à proximité.

## Tourisme
Delphes abrite la plupart des installations du centre culturel européen de Delphes (el) (à l'exception du bureau central du Centre, qui est situé à Athènes), dont la maison d'Eva et son époux, le poète Ángelos Sikelianós, qui abrite aujourd'hui un musée consacré aux fêtes de Delphes (el).